# 극락강역
극락강역(Geungnakgang station, 極樂江驛)은 광주광역시 광산구 신가동에 위치한 광주선의 철도역이다. 1일 6회 무궁화호 열차가 정차한다. 인근의 신가지구와 운남지구가 개발됨에 따라 이용객이 증가하는 추세이며, 역 구내에 시멘트 사일로가 있어서 양회화물도 취급하고 있다. 역 건물은 한국철도공사 선정 준철도기념물로 지정되었으며 광주역과 이 역 간의 교량침목 교환공사로 2016년 10월 4일부터 2016년 10월 26일까지 용산역 출발 심야 1편도 열차가 이 역에서 종착하기도 했다.

## 역사
- 1922년 7월 1일 : 무배치간이역으로 영업 개시
- 1928년 2월 1일 : 배치간이역으로 승격
- 1938년 10월 1일 : 보통역으로 승격
- 1959년 1월 1일 : 현 역사 신축 준공
- 1988년 11월 22일 : 화물(벌크양회) 취급 개시
- 2016년 12월 9일 : 누리로 운행개시
- 2020년 3월 1일 : 누리로 운행 종료
- 2020년 3월 2일 : 태백선 누리로 운행으로 호남선 1421, 1424, 1425,1426열차는 무궁화호로 변경 운행 개시
- 2023년 12월 18일 : 광주 - 광주송정 셔틀 통근열차 폐지

### 승강장
| ↑광주송정/↑장성 |
| 상 하 \|        |
| 광주↓           |

| 상행 | 광주선 | 용산 방면 |
| 하행 | 광주선 | 광주 방면 |

## 인접한 역
| 호남선·광주선      | 호남선·광주선   | 호남선·광주선 |
| ------------------ | --------------- | ------------- |
| 장성 용산 방면     | 무궁화호 호남선 | 광주 방면     |
| 광주송정 목포 방면 | 무궁화호 호남선 | 광주 방면     |